# Kwas pipemidynowy
Kwas pipemidynowy, kwas pipemidowy – organiczny związek chemiczny, syntetyczny chemioterapeutyk z grupy kwasów chinolonokarboksylowych (4-chinolonów) działający bakteriobójczo silniej niż kwas nalidyksowy na bakterie Gram-ujemne. Działa także na niektóre bakterie Gram-dodatnie.

## Działanie
Mechanizm działania polega na zaburzeniu replikacji DNA przez hamowanie aktywności gyrazy DNA. Działa przede wszystkim na:
- Escherichia coli
- Proteus (w tym szczepy indolododatnie)
- Klebsiella
- Enterobacter
- Providencia

Działa również, lecz słabiej, na niektóre szczepy Pseudomonas aeruginosa i Serattia spp. Nie działa na Acinetobacter spp., większość baterii Gram-dodatnich oraz beztlenowe.
Podczas leczenia często dochodzi do selekcji szczepów opornych.

## Ostrzeżenia specjalne
Nie należy podawać z lekami zobojętniającymi kwas solny, należy zachować ostrożność stosując z teofiliną, oraz nie stosować u chorych na porfirię.

## Działania niepożądane
Podczas stosowania kwasu pipemidynowego działania niepożądane występują znacznie rzadziej niż w przypadku kwasu nalidyksowego. Najczęściej są to zaburzenia żołądkowo-jelitowe oraz nadwrażliwość na światło słoneczne. Podobnie jak inne chinolony może wywołać odwracalną artropatię.

## Dawkowanie
U dorosłych doustnie 400 mg co 12 h podczas posiłku, przez 5–10 dni.

## Preparaty
Palin (Sandoz, Austria) – kapsułki twarde 200 mg.